# Mistrovství Evropy v zápasu řecko-římském 1999
Mistrovství Evropy v zápasu řecko-římském 1999 se konalo v Sofii, Bulharsko.

## Výsledky

### Muži
| Kategorie | Zlato                | Stříbro               | Bronz                |
| --------- | -------------------- | --------------------- | -------------------- |
| 54 kg     | Samvel Danieljan     | Dariusz Jabłoński     | Natig Ejvazov        |
| 58 kg     | Armen Nazarjan       | Valeri Nikonorov      | Karen Mnacakanjan    |
| 63 kg     | Włodzimierz Zawadzki | Akaki Chachua         | Şeref Eroğlu         |
| 69 kg     | Alexei Glushkov      | Ryszard Wolny         | Biser Gueorguiev     |
| 76 kg     | Stoyan Stoyanov      | Tamás Berzicza        | Dimitrios Avramis    |
| 85 kg     | Hamza Yerlikaya      | Martin Lidberg        | Alexandr Menshchikov |
| 97 kg     | Mikael Ljungberg     | Ali Molov             | Petru Sudureac       |
| 130 kg    | Alexandr Karelin     | Anastasios Sofianidis | Giuseppe Giunta      |